# 从头计算法
全始计算法（ab initio method）在量子化学计算中指基于量子力学基本原理直接求解薛定谔方程的量子化学计算方法。从头计算法的特点是没有经验参数，并且对体系不作过多的简化。对各种不同的化学体系采用基本相同的方法进行计算。目前的从头计算法包括基于哈特里－福克方程的哈特里–福克方法、在哈特里–福克基础上引入电子相关作用校正而发展起来的后哈特里–福克方法，以及多组态多参考态方法等。与半经验方法相比，从头计算法精度高，但耗时长。

## 近似
全始计算法中引入的近似很少，主要包括
- 玻恩–奥本海默近似
- 单电子近似
- 非相对论近似

对于具体的方法而言，可能用到其中的一种或几种近似。